# بيرل إليوت
بيرل إليوت (بالإنجليزية: Pearl Elliott)‏ هي بائعة هوى ‏ أمريكية، ولدت في 21 أكتوبر 1887، وتوفيت في 10 أغسطس 1935 في مقاطعة كلينتون في الولايات المتحدة.